# Tesfaye Tadesse Gebresilasie
Tesfaye Tadesse Gebresilasie MCCJ (ur. 22 września 1969 w Harer) – etiopski biskup katolicki rytu aleksandryjskiego, od 2025 biskup pomocniczy Addis Abeby Kościoła katolickiego obrządku etiopskiego.

## Życiorys
Święcenia kapłańskie przyjął w dniu 26 sierpnia 1995 w Zgromadzeniu Misjonarzy Kombonianów Serca Jezusowego. Po święceniach i studiach w Rzymie został wikariuszem w Haro Wato, a następnie pełnił funkcje radnego prowincjalnego, prowincjała i radnego generalnego zakonu. W 2015 wybrany przełożonym generalnym kombonianów.
6 listopada 2024 papież Franciszek mianował go biskupem pomocniczym archieparchii Addis Abeby, ze stolicą tytularną Cleopatris. Sakrę biskupią przyjął 2 lutego 2025 w katedrze Narodzenia NMP w Addis Abebie z rąk kardynała Berhaneyesusa Souraphiela. 